# Кобо-центр

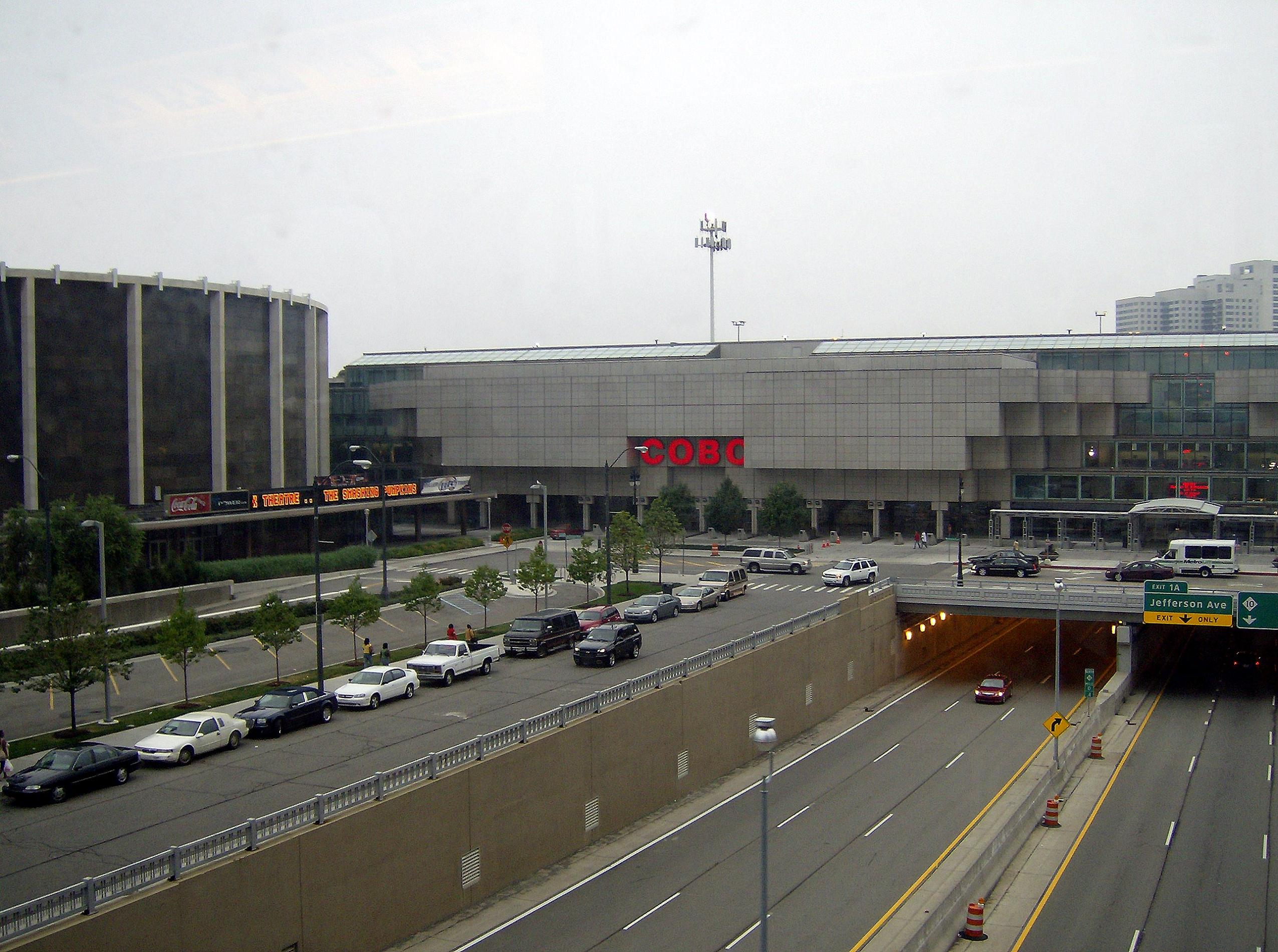
Вид на Кобо-центр

Кобо-центр (англ. Cobo Center), ранее известный как Выставочный центр имени Кобо (англ. Cobo Conference/Exhibition Center) или сокращённо Кобо-холл (англ. Cobo Hall) - культурно-развлекательный центр в Детройте, США.
Центр открыт в 1960 году. После перестройки в 1989 году площадь помещений составляет 65 030 м² и может вместить до 12 191 зрителей. В 2012 году произошло расширение комплекса, в 2015 году было проведено ещё одно обновление. Комплекс назван в честь Альберта Юджина Кобо, мэра Детройта с 1950 по 1957 года.
Каждый январь в комплексе проходит Североамериканский международный автосалон, один из крупнейших в мире.
На «Кобо-арене», которая является частью «Кобо-центра», в 1961—1978 годах свои домашние матчи проводила команда НБА «Детройт Пистонс». На арене также проходили легкоатлетические соревнования. Здесь выступали многие всемирно известные музыканты, президенты США и т. д. В июне 1963 года здесь выступил Мартин Лютер Кинг со своей известной речью «У меня есть мечта».
42°19′34″ с. ш. 83°02′49″ з. д.